# Yomormia afonensis
Yomormia afonensis är en tvåvingeart som beskrevs av Jezek 1987. Yomormia afonensis ingår i släktet Yomormia och familjen fjärilsmyggor. Inga underarter finns listade i Catalogue of Life.